# Sant Pau (la Ribereta)
Sant Pau és una capella del terme de Sapeira, actualment englobat en el de Tremp.
Està situada al nord del Mas del Turo, a la Ribereta, al cementiri d'aquest poble.